# Jablonec nad Nisou
Jablonec nad Nisou (in tedesco Gablonz an der Neiße, in polacco Jablonec nad Nysą) è una città della Repubblica Ceca, capoluogo del distretto omonimo, nella regione di Liberec. Il nome deriva dalla parola ceca jabloň, che significa melo.
Jablonec è la seconda città più grande della regione di Liberec e rappresenta un importante centro industriale.
Costituisce inoltre il centro amministrativo, culturale e sportivo dei monti Iser (Jizerské Hory).

## Storia
La prima menzione della città in un testo scritto risale all'anno 1356. Dopo la distruzione ad opera del nemico del sovrano boemo Giorgio di Podebrady, avvenuta nell'agosto 1496, la località scomparse completamente. Jablonec si ripopolò solamente a partire dal XVI secolo, quando sorse la prima vetreria a Grünwald (Mšeno).
Durante la guerra dei trent'anni, il 2 maggio 1643, Jablonec fu nuovamente rasa al suolo; dopo la fine del conflitto, gli abitanti di religione protestante furono cacciati.
Nel 1808, Jablonec divenne una borgata e nel 1866, per decreto dell'imperatore Francesco Giuseppe I fu elevata al rango di città.
Nell'anno 1868, Jablonec diventò il capoluogo del distretto. Il nuovo distretto amministrativo di Jablonec era costituito dai distretti giudiziari di Tanvald e Jablonec.
Il 28 ottobre 1918, fu proclamata l'indipendenza della Cecoslovacchia. Jablonec fu occupata dalle unità ceche provenienti da Mladá Boleslav all'alba dell'11 dicembre. Le difese tedesche non opposero alcuna resistenza.
Secondo il censimento del 1930, il 79,5% degli abitanti era tedesco, tedesco-ebreo oppure germanofono, il 16,5% ceco. Oggi (censimento 2001) il 92,5% della popolazione è ceco, l'1,5% tedesco.
Dopo la Conferenza di Monaco del 29 settembre 1938, la città fu annessa al Reich nazionalsocialista tedesco. 
La maggior parte degli Ebrei che risiedevano nella città era fuggita nell'estate del 1938, i rimanenti furono perseguitati, deportati e uccisi dal 1941-1942.
Molti abitanti cechi di Jablonec erano fuggiti all'odio nazionalista. Dopo la fine della seconda guerra mondiale, la maggior parte degli abitanti tedeschi fu cacciata in virtù dei decreti Beneš.
Dopo il 1945, alcuni tedeschi esiliati fondarono dei quartieri con il nome Neugablonz (Nuova Jablonec) a Kaufbeuren in Baviera come anche a Enns nell'Austria Superiore, dove portarono avanti la famosa industria del vetro.
Nel quartiere di Rýnovice si trova una casa dell'intesa ceco-tedesca: la Rieger-Haus. Testimonianza dell'antica ricchezza della città è una serie di importanti edifici e quartieri. Tra i più interessanti, troviamo gli edifici in stile liberty e le ville private nell'attuale Podhorská ulice (Gebirgsstraße); splendidi edifici del Funzionalismo degli anni trenta sono la Villa Schmelowsky, la Villa Hásek (architetto Heinrich Lauterbach), la Villa Kantor (architetto Heinrich Kulka, allievo di Adolf Loos), il municipio (architetto Karl Winter) e la chiesa cattolica in Gewerbe-Platz (Architetto Josef Zasche).

## Economia e infrastrutture
Le prime attività industriali che si svilupparono nella città furono vetrerie. Nella seconda metà del XVII secolo, l'industria del vetro ebbe una rapida fioritura. Un altro periodo di crescita per la città fu la prima metà del XVIII secolo.
Oggi Jablonec può essere considerata un punto di partenza per attività turistiche sui monti Iser e sui monti dei Giganti. La posizione lungo il confine con la Germania e con la Polonia favorisce gli scambi commerciali con quei Paesi.
Ancora oggi, a Jablonec e nei dintorni, ben 11.000 persone sono occupate nei settori della bigiotteria e della produzione del vetro. La produzione è in gran parte orientata all'esportazione. Le più grandi marche nella creazione del vetro sono Ecoglass, Preciosa, Ornela, Bižuterie Česká mincovna (Bigiotteria della zecca ceca), Glass Tomeš. I marchi Preciosa, Bižuterie Česká mincovna e Ornela si sono fusi nella società Bijou Terra, che gestisce gli affari di esportazione a Jablonec.
La zecca Bižuterie Česká mincovna produce corone ceche per l'intera Repubblica Ceca. Fu fondata dopo la caduta della Cecoslovacchia, poiché prima di allora la zecca cecoslovacca era situata nella città slovacca di Kremnica. 
Oltre alla bigiotteria e alla produzione del vetro, a Jablonec si trovano anche fabbriche di auto, di mobili e attività di lavorazione del legno.
La ditta Soliter produce gioielli in metallo.
L'azienda Jablotron produce invece allarmi, attrezzi da giardino, cellulari ecc. Ha avuto una grande visibilità con l'invenzione del "più grande telefono cellulare del mondo". Il dispositivo „JABLOTRON GDP 02 Grand“ era stato pensato in origine per le persone anziane, ma in seguito catturò l'interesse anche di quelle persone che abitavano in zone mal raggiunte dalla rete telefonica.
La ditta Lucas Varity produce freni per auto, a Jablonec e nei dintorni, sotto il nome CZ LUCAS Autobrzdy; utilizza apparecchiature della vecchia Autobrzdy, in seguito denominata Ateso.
La ditta Petit Lulu produce pannolini lavabili che vengono esportati in Germania, Italia, Danimarca, Paesi Bassi e Belgio.

## Infrastrutture e trasporti
La città è situata sulla linea ferroviaria Liberec-Tanvald, dal 1955 è collegata a Liberec anche grazie alla tranvia. L'autostrada per Praga dista 7 km.

## Cultura e attrazioni turistiche
- Il Nuovo Municipio è stato costruito tra il 1931 e il 1933 in stile funzionalista su progetto dell'architetto K. Winter.
- L'Antico Municipio, un edificio a tre piani con una torre tetragonale, fu costruito tra il 1867 e il 1869 dal costruttore di Liberec Gustav Sachers.
- Il Museo del vetro e della bigiotteria in stile liberty apparteneva originariamente alla ditta di esportazione Zimmer und Schmidt. Le sue collezioni contengono oggetti relativi alla storia della produzione del vetro, alla creazione di gioielli e di bigiotteria, e di recente anche alla produzione di monete e medaglie; tutto questo ha avuto un ruolo speciale nello sviluppo della Boemia settentrionale.
- La Chiesa cattolica di Sant'Anna, edificio barocco rettangolare ad una navata con presbiterio poligonale, fu edificata tra il 1865 e il 1867.
- L'ex edificio parrocchiale, una costruzione dell'inizio del XVIII secolo la cui facciata risale però alla fine del XIX secolo. Sono degne di nota la statua di Santa Maria posta davanti alla chiesa, e la croce della riconciliazione (1666, 1 m di altezza) posta su una delle pareti.

## Amministrazione

### Gemellaggi
- Marsciano